# Honda Orthia
Der Honda Orthia ist ein Kombi der Kompaktklasse des japanischen Automobilherstellers Honda, der zwischen 1996 und 2002 ausschließlich für den japanischen Markt hergestellt wurde. Er basiert auf der sechsten Generation des Civic und wurde im Februar 1996 als sogenannter Sport Utility Wagon eingeführt und exklusiv bei Honda Primo-Händlern verkauft. Der Name „Orthia“, eine Abwandlung des griechischen Wortes Orithyia, stammt von Artemis Orthia aus der griechischen Mythologie.
Eine Transporter-Version des Orthia mit dem Namen Honda Partner wurde im März 1996 eingeführt und bis 2006 gebaut.

## Übersicht
Der Orthia war sowohl mit Front- als auch mit Allradantrieb erhältlich. Angeboten wurde er mit 1.8-Liter Vierzylinder-Ottomotor (B18B DOHC) oder einem 2.0-Liter-Vierzylinder (B20B DOHC).
Bei der Markteinführung waren die folgenden Modelle erhältlich (wahlweise in den Ausstattungsvarianten P (Primo) oder V (Verno)):
- 1.8GX (erhältlich mit Vorderradantrieb und wahlweise mit Schalt- oder Automatikgetriebe)
- 2.0GX (erhältlich mit Front- und Allradantrieb, wahlweise mit Schalt- oder Automatikgetriebe)
- 2.0GX-S (erhältlich mit Allradantrieb und optionalem Automatikgetriebe)

Im Januar 1998 wurde ein weiteres Modell, der 2.0GX-S Aero, eingeführt. Nach einem Facelift im Juni 1999 war nur noch der 2,0-Liter-Motor erhältlich.
Der Honda Partner war auch mit 1.3, 1.5 und 1.6-Liter Vierzylinder-Ottomotoren erhältlich.

## Produktionsende
Die Produktion des Orthia wurde im Januar 2002 eingestellt, während das Schwestermodell, der Partner, noch bis März 2006 produziert wurde. Der Orthia wurde durch den Honda Airwave und den Honda Stream ersetzt. Eine zweite Generation des Partner auf Basis des Honda Airwave wurde ab 2006 gebaut.

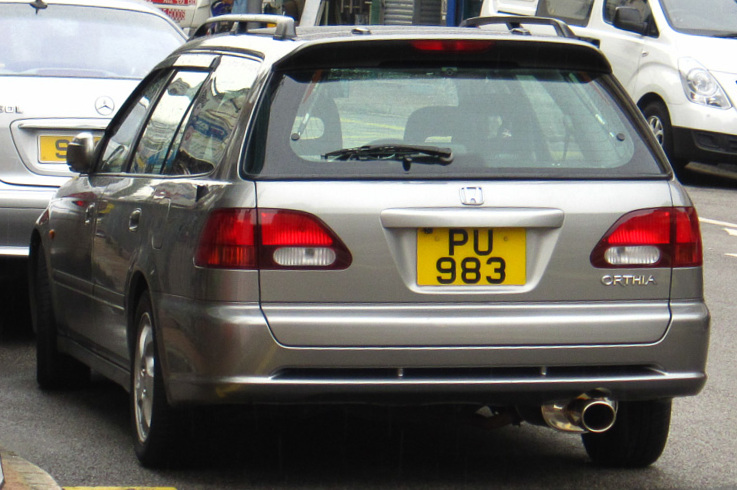
Heckansicht (Facelift)
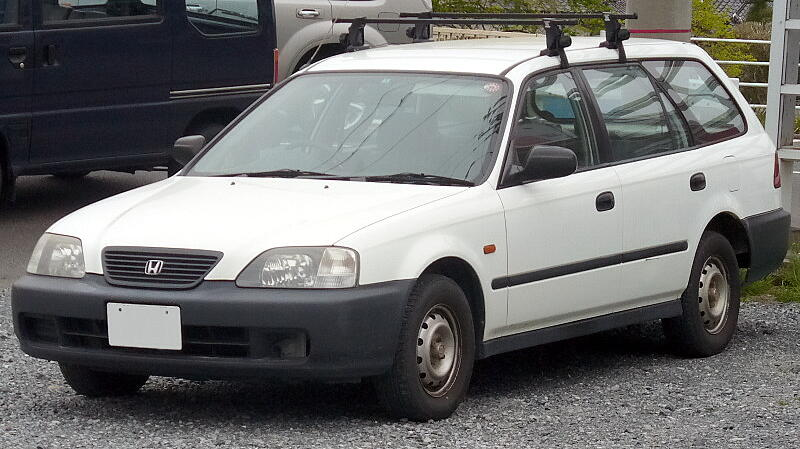
Honda Partner (1996–2006)
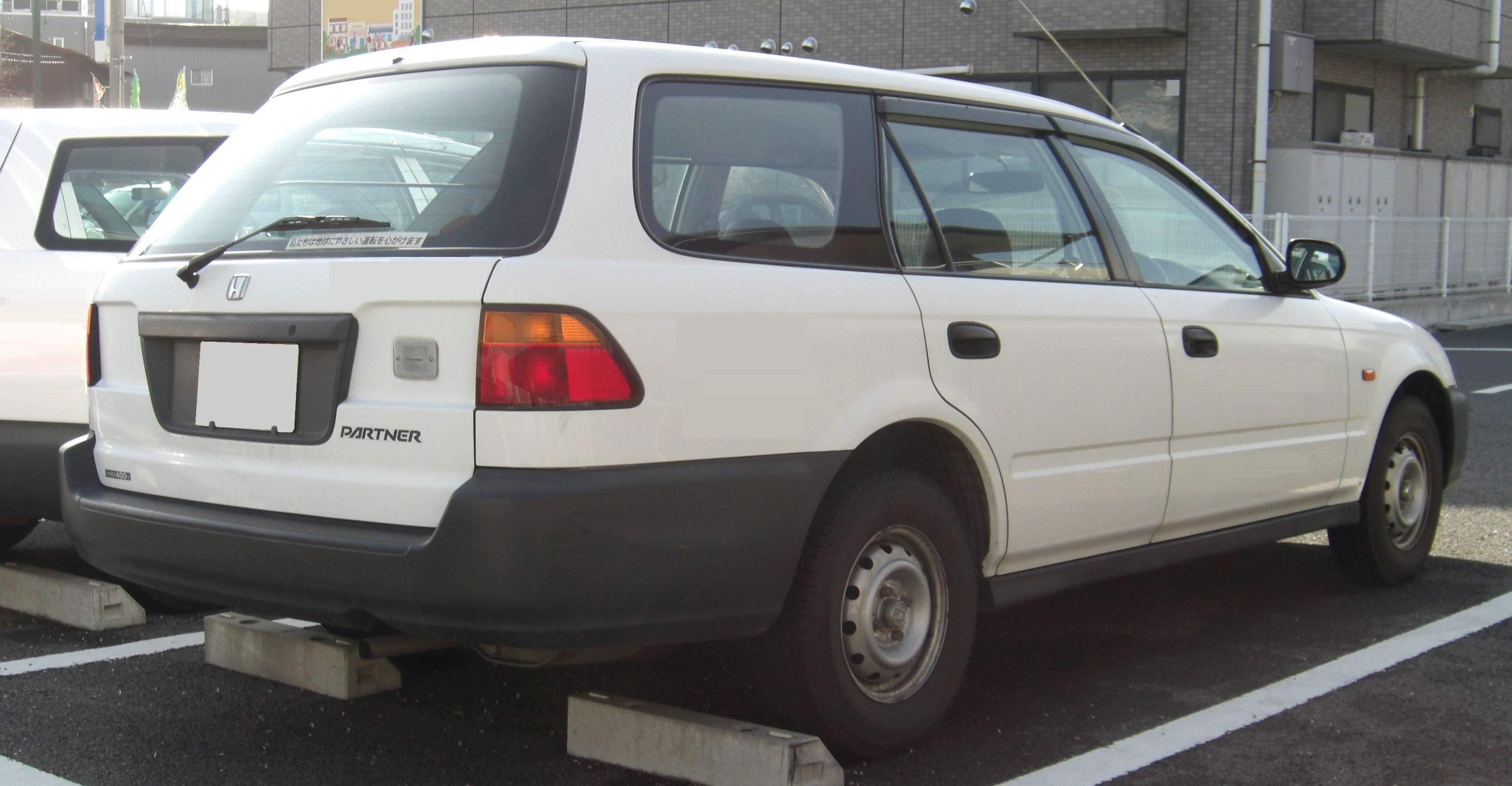
Heckansicht